# Марсіанське дитя
«Марсіанське дитя» (англ. Martian Child, нім. Mein kind vom Mars) — сімейне кіно, драма, знята режисером Менно Мейєсом (англ. Menno Meyjes) за мотивами однойменної повісті Дейвіда Джерролда.

## Сюжет
Втративши кохану дівчину і намагаючись впоратися з гострим болем втрати, вельми успішний письменник-фантаст Девід Гордон (Джон К’юсак), вирішує усиновити дитину. Близькі та працівники соціальної служби намагаються його відрадити, але у нього й у самого немає досить чітких пояснень причин, що заважає йому зав'язати нове знайомство і завести власну дитину, або з головою піти в роботу, контракти і екранізації фільмів за власною книгою.
Йому сподобався дивний хлопчик Денніс (Боббі Коулман), який був ніби не від світу цього: коли всі інші діти гралися і шумно розважалися на дитячому майданчику, Денніс сидів у картонній коробці, намагаючись сховатися від сонячних променів. 6-річна дитина уявила себе прибульцем з Марса, для якого згубне сонячне світло. Гордон вирішує допомогти Деннісу знайти зв'язок з реальністю, покладаючись у цьому, головним чином, на своє вміння і власні літературні здібності в частині поводження з вигаданим світом.
Але Денніс настільки непростий, що досвідчений літератор часто заходить у глухий кут, збитий з пантелику переконливими міркуваннями «марсіанської» дитини. Гордон у всіх діалогах з «фантастичним» хлопчиком примудряється тримати спокійний і виважений тон уважного і рівноправного співрозмовника, анітрохи не намагаючись загравати з дитиною, навпаки, сприймаючи його стан по-справжньому, серйозно. І перед глядачем розкриваються обидві сторони проблеми, дивного психічно нездорового хлопчика і самотнього чоловіка, які поступово, на дотик, шукають вихід з життєвого тупика.
За допомогою своєї подруги (Аманда Піт) і сестри (Джоан К'юсак) новий батько розуміє, що якщо ти батько, то для тебе немає нічого неможливого, нехай навіть твій син — «марсіанин». Адже якщо тобі хтось потрібен, то й ти потрібен комусь.

## В ролях
| Актор            | Роль            |
| ---------------- | --------------- |
| Джон К'юсак      | Девід Гордон    |
| Боббі Коулман    | Денніс          |
| Аманда Піт       | Харлі           |
| Софі Оконедо     | Софі            |
| Джоан К'юсак     | Ліз Гордон      |
| Олівер Платт     | Джефф           |
| Анжеліка Г'юстон | Тіна            |
| Річард Шифф      | містер Лефковіц |

## Основа
- В основі сценарію лежить однойменна повість письменника-фантаста Дейвіда Джерролда, цікаве не тільки сюжетом, але й формою. В повісті оповідь ведеться від імені самого Дейвіда Джерролда (у фільмі, проте, прізвище головного героя змінили на Гордон), письменника-фантаста середнього віку, який розповідає про те, як він усиновив хлопчика, і які у них склалися взаємини. При цьому в реальності у Дейвіда Джерролда дійсно є усиновлений хлопчик, і де втручається вигадка, а де є чиста правда, зовсім незрозуміло.[1]